# Teun Mulder
Teun Mulder, né le 18 juin 1981 à Zuuk (nl), est un coureur cycliste néerlandais spécialiste de la piste.

## Palmarès

### Jeux olympiques
- Londres 2012
  -  Médaillé de bronze du keirin

### Championnats du monde
- Los Angeles 2005
  -  Champion du monde du keirin
- Manchester 2008
  -  Champion du monde du kilomètre
  -  Médaillé de bronze de la vitesse par équipes
- Pruszkow 2009
  -  Médaillé de bronze du keirin
- Ballerup 2010
  -  Champion du monde du kilomètre
- Apeldoorn 2011
  -  Médaillé d'argent du kilomètre
  -  Médaillé de bronze du keirin
  - 7e de la vitesse par équipes
- Melbourne 2012
  - 5e du kilomètre
  - 7e de la vitesse par équipes
- Minsk 2013
  - 6e du kilomètre

### Coupe du monde
- 2004
  - 2e de la vitesse par équipes à Manchester
- 2004-2005
  - 1er de la vitesse par équipes à Los Angeles
  - 1er du keirin à Los Angeles
  - 3e de la vitesse individuelle à Moscou
- 2005-2006
  - 1er de la vitesse par équipes à Sydney
  - 2e de la vitesse par équipes à Manchester
  - 2e de la vitesse individuelle à Manchester
  - 2e du keirin à Los Angeles
- 2007-2008
  - 1er de la vitesse par équipes à Pékin
  - 2e de la vitesse par équipes à Copenhague
  - 3e du keirin à Pékin
  - 3e de la vitesse individuelle à Los Angeles
- 2008-2009 
  - 3e du keirin à Manchester
  - 3e du keirin à Pékin
- 2009-2010 
  - 1er de la vitesse par équipes à Cali (avec François Pervis  et Kévin Sireau )
  - 2e du keirin à Cali
  - 3e du kilomètre à Melbourne
- 2010-2011
  - 2e du keirin à Melbourne
  - 3e de la vitesse à Melbourne

### Championnats d'Europe
- 2001
  -  Médaillé de bronze du keirin espoirs
  -  Médaillé de bronze du kilomètre espoirs
- 2002
  -  Médaillé de bronze du kilomètre espoirs
  -  Médaillé de bronze de la vitesse espoirs
- 2003
  -  Champion d'Europe du keirin espoirs
- 2005
  -  Médaillé d'argent de l'omnium sprint
- 2007
  -  Champion d'Europe de l'omnium sprint

### Championnats des Pays-Bas
- 2001
  -  Champion des Pays-Bas de vitesse
  -  Champion des Pays-Bas du kilomètre
- 2002
  -  Champion des Pays-Bas du kilomètre
- 2004
  -  Champion des Pays-Bas du kilomètre
- 2005
  -  Champion des Pays-Bas de vitesse
- 2008
  -  Champion des Pays-Bas du kilomètre
  -  Champion des Pays-Bas de vitesse
- 2009
  -  Champion des Pays-Bas du kilomètre
  -  Champion des Pays-Bas du keirin
  -  Champion des Pays-Bas de vitesse
- 2011
  -  Champion des Pays-Bas du kilomètre
  -  Champion des Pays-Bas de vitesse